# 札幌信用银行白领女性殺人事件
札幌信用银行OL殺人事件（日语：／）是1990年發生於北海道札幌的謀殺案件。

## 概要
1990年12月19日，一位24歲就職於札幌信用銀行的女性生井宙恵，於札幌市失蹤，12月22日，在她家附近的私人住宅屋簷下，發現該女性屍體。
警方馬上認定一位住在附近，被害人高中學弟，無業男子N可能涉有重嫌(出生於1968年，當年22歲)。由於警方在現場調查受害人的波士頓包後發現，其銀行存摺上有N的指紋，並於現場找到N的手寫字條“趕快逃走，不能被抓”，因此對N展開通緝。
2005年12月，該案件超過時效性，警方仍然沒有掌握N的蹤跡。
超過時效性之後，受害者遗属發起訴訟要求警方賠償1.03億日圓的權益損失，於2008年3月31日，札幌地方法院下令在N坦承犯罪後，賠償7千4百萬日圓给事件遗属，但由於尚未知曉N的蹤跡，普遍認為該賠償不會發生。